# The Elephant Song (nummer)
The Elephant Song is een nummer van de Australische zanger Kamahl, geschreven door Roger Woddis, Hans van Hemert en Gregor Frenkel Frank en geproduceerd door Van Hemert en Dermot Hoy. Het nummer staat op het gelijknamige album van Kamahl uit 1975.
Hans van Hemert schreef "The Elephant Song" als onderdeel van de muzikale finale van een televisiespecial voor het Wereld Natuur Fonds. Oorspronkelijk wilde hij dat Frank Sinatra het nummer zou zingen, maar deze wees het af. Van Hemert vroeg vervolgens aan de vicepresident van PolyGram om hem opnames te sturen van zangers die "de grootsheid hebben om te stralen in een koninklijk feest". Uit deze selectie kwam Kamahl naar voren om het nummer uiteindelijk in te zingen.
Het nummer gaat over een olifant die mensen wil waarschuwen om te stoppen met het doden van dieren. De olifant vertelt zelf dat "mens en dier moeten samenwerken, zodat we samen kunnen overleven". De single behaalde de eerste plaats in de Nederlandse Top 40, de Nationale Hitparade en de Vlaamse Radio 2 Top 30, alsmede in de Nieuw-Zeelandse hitlijsten. Opvallend genoeg behaalde het in Kamahls thuisland Australië slechts de 55e plaats.

## Hitnoteringen

### Nederlandse Top 40
| Hitnotering: 12-07-1975 t/m 04-10-1975 | Hitnotering: 12-07-1975 t/m 04-10-1975 | Hitnotering: 12-07-1975 t/m 04-10-1975 | Hitnotering: 12-07-1975 t/m 04-10-1975 | Hitnotering: 12-07-1975 t/m 04-10-1975 | Hitnotering: 12-07-1975 t/m 04-10-1975 | Hitnotering: 12-07-1975 t/m 04-10-1975 | Hitnotering: 12-07-1975 t/m 04-10-1975 | Hitnotering: 12-07-1975 t/m 04-10-1975 | Hitnotering: 12-07-1975 t/m 04-10-1975 | Hitnotering: 12-07-1975 t/m 04-10-1975 | Hitnotering: 12-07-1975 t/m 04-10-1975 | Hitnotering: 12-07-1975 t/m 04-10-1975 | Hitnotering: 12-07-1975 t/m 04-10-1975 | Hitnotering: 12-07-1975 t/m 04-10-1975 |
| Week                                   | 1                                      | 2                                      | 3                                      | 4                                      | 5                                      | 6                                      | 7                                      | 8                                      | 9                                      | 10                                     | 11                                     | 12                                     | 13                                     |                                        |
| -------------------------------------- | -------------------------------------- | -------------------------------------- | -------------------------------------- | -------------------------------------- | -------------------------------------- | -------------------------------------- | -------------------------------------- | -------------------------------------- | -------------------------------------- | -------------------------------------- | -------------------------------------- | -------------------------------------- | -------------------------------------- | -------------------------------------- |
| Positie                                | 11                                     | 3                                      | 2                                      | 1                                      | 1                                      | 1                                      | 1                                      | 1                                      | 3                                      | 7                                      | 10                                     | 22                                     | 36                                     | uit                                    |

### Nationale Hitparade
| Hitnotering: 12-07-1975 t/m 27-09-1975 | Hitnotering: 12-07-1975 t/m 27-09-1975 | Hitnotering: 12-07-1975 t/m 27-09-1975 | Hitnotering: 12-07-1975 t/m 27-09-1975 | Hitnotering: 12-07-1975 t/m 27-09-1975 | Hitnotering: 12-07-1975 t/m 27-09-1975 | Hitnotering: 12-07-1975 t/m 27-09-1975 | Hitnotering: 12-07-1975 t/m 27-09-1975 | Hitnotering: 12-07-1975 t/m 27-09-1975 | Hitnotering: 12-07-1975 t/m 27-09-1975 | Hitnotering: 12-07-1975 t/m 27-09-1975 | Hitnotering: 12-07-1975 t/m 27-09-1975 | Hitnotering: 12-07-1975 t/m 27-09-1975 | Hitnotering: 12-07-1975 t/m 27-09-1975 |
| Week                                   | 1                                      | 2                                      | 3                                      | 4                                      | 5                                      | 6                                      | 7                                      | 8                                      | 9                                      | 10                                     | 11                                     | 12                                     |                                        |
| -------------------------------------- | -------------------------------------- | -------------------------------------- | -------------------------------------- | -------------------------------------- | -------------------------------------- | -------------------------------------- | -------------------------------------- | -------------------------------------- | -------------------------------------- | -------------------------------------- | -------------------------------------- | -------------------------------------- | -------------------------------------- |
| Positie                                | 12                                     | 3                                      | 2                                      | 1                                      | 1                                      | 1                                      | 1                                      | 1                                      | 3                                      | 6                                      | 12                                     | 22                                     | uit                                    |

### NPO Radio 2 Top 2000
| Nummer met noteringen in de NPO Radio 2 Top 2000 | '99 | '00  | '01  | '02  | '03  | '04  | '05  | '06  | '07  | '08  | '09  | '10  | '11  | '12  | '13  | '14  | '15  |
| ------------------------------------------------ | --- | ---- | ---- | ---- | ---- | ---- | ---- | ---- | ---- | ---- | ---- | ---- | ---- | ---- | ---- | ---- | ---- |
| The Elephant Song                                | 775 | 1167 | 1189 | 1505 | 1245 | 1331 | 1322 | 1280 | 1571 | 1354 | 1719 | 1615 | 1620 | 1458 | 1561 | 1719 | 1645 |

1. ↑  Een vetgedrukt getal geeft de hoogste notering aan.
2. ↑  Deze tabel is bijgewerkt tot en met de meest recente editie (2024).

### Evergreen Top 1000
| Evergreen Top 1000 | Evergreen Top 1000 | Evergreen Top 1000 | Evergreen Top 1000 | Evergreen Top 1000 | Evergreen Top 1000 | Evergreen Top 1000 | Evergreen Top 1000 | Evergreen Top 1000 | Evergreen Top 1000 | Evergreen Top 1000 | Evergreen Top 1000 | Evergreen Top 1000 | Evergreen Top 1000 | Evergreen Top 1000 | Evergreen Top 1000 |
| Jaar               | 2008               | 2009               | 2010               | 2011               | 2012               | 2013               | 2014               | 2015               | 2016               | 2017               | 2018               | 2019               | 2020               | 2021               | 2022               |
| ------------------ | ------------------ | ------------------ | ------------------ | ------------------ | ------------------ | ------------------ | ------------------ | ------------------ | ------------------ | ------------------ | ------------------ | ------------------ | ------------------ | ------------------ | ------------------ |
| Positie            | 14                 | 182                | 226                | 226                | 225                | 327                | 92                 | 150                | 139                | 258                | 317                | 291                | 346                | 285                | 321                |